# Église Saint-Martin d'Auxey-Duresses

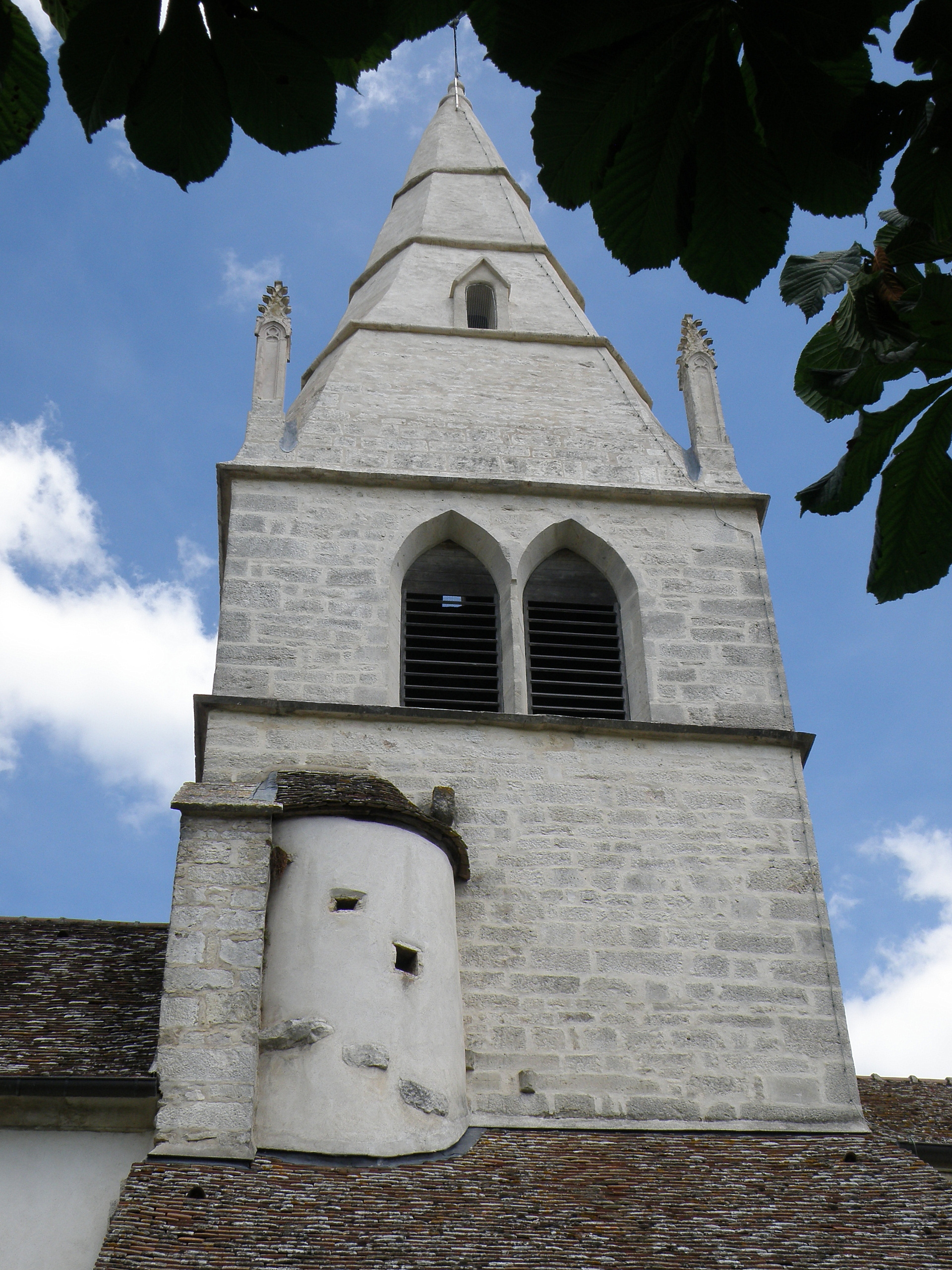

L'église Saint-Martin d'Auxey-Duresses est une église du XIVe et du XVIe siècles, consacrée à saint Martin. Elle se situe sur la route des Grands Crus à Auxey-Duresses en Côte-d'Or, en Bourgogne-Franche-Comté.

## Localisation
L'église Saint-Martin est située dans le département français de la Côte-d'Or, sur la commune d'Auxey-Duresses.

## Historique
Au XIVe siècle, l'église est bâtie avec un clocher en tuf calcaire  sur l'emplacement d'un château fort détruit en 1595 par les ligueurs.

## Protection
L'église Saint-Martin est inscrite aux Monuments historiques par arrêté du 28 janvier 1927.